# Pfaffing (Austria)
Pfaffing è un comune austriaco di 1 504 abitanti nel distretto di Vöcklabruck, in Alta Austria.